# 1-я Курьяновская улица
Пе́рвая Курья́новская у́лица — улица, расположенная в Юго-Восточном административном округе города Москвы на территории района Печатники. Начинается примерно местом пересечения Шоссейной, Батюнинской и Иловайской улиц и оканчивается у 2-го Курьяновского проезда.

## История

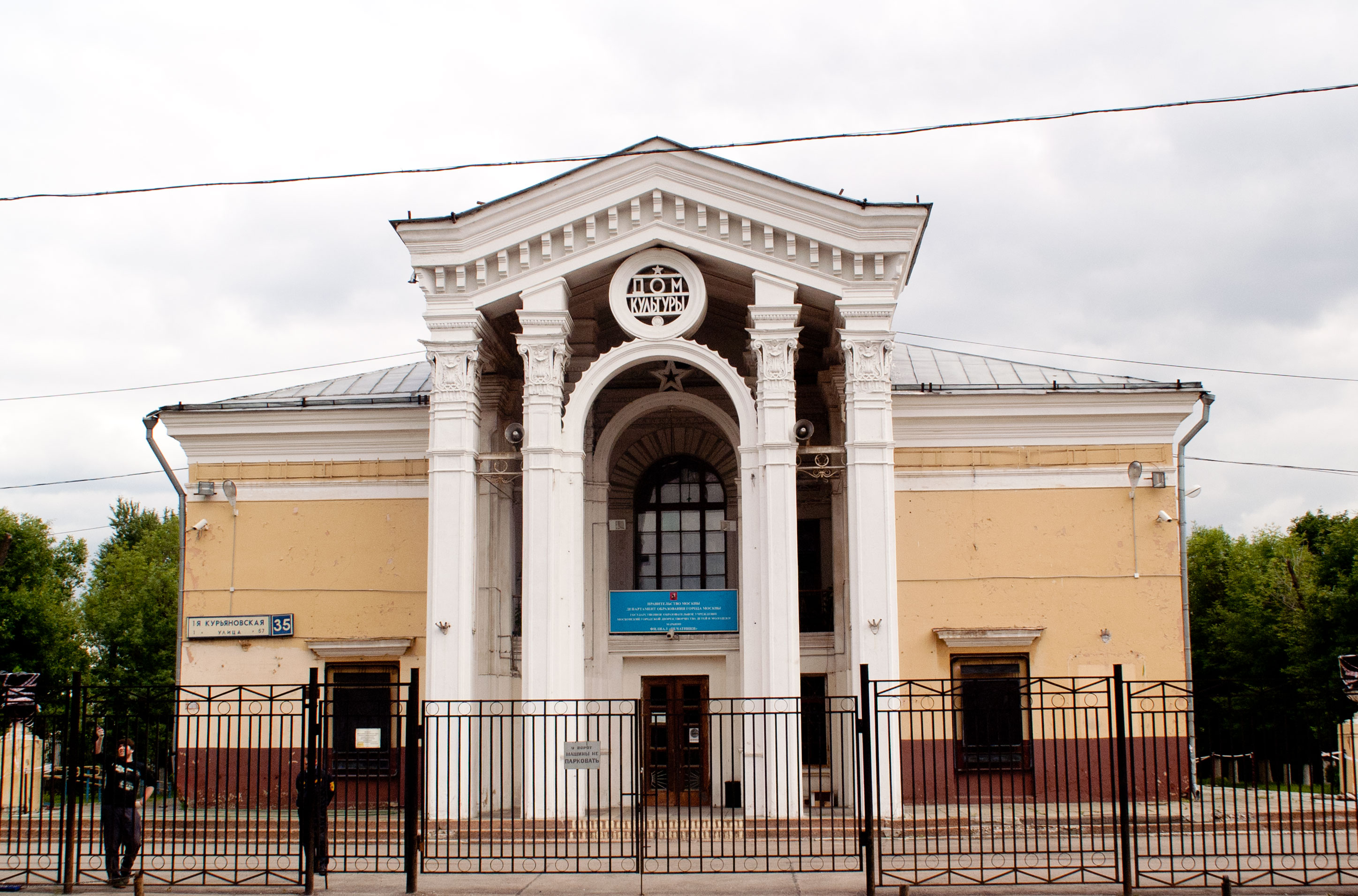
ДК на Первой Курьяновской улице

Первая Курьяновская улица была образована в 1956 году. Название связано с бывшей деревней Курьяново, вошедшей в состав Москвы. Деревня же, предположительно, получила название от фамилии владельца.

## Застройка
На Первой Курьяновской улице сохранилась малоэтажная застройка посёлка Курьяновской станции аэрации (архитекторы В. Н. Бровченко, Ю. С. Бочков, инженер Р. С. Фейгельман и другие; начало 1950-х годов). В центре улицы у пересечения с Курьяновским бульваром расположен бывший Дом культуры Курьяновской станции аэрации. Напротив дома культуры на другой стороне Первой Курьяновской улицы в начале Курьяновского бульвара установлен памятник В. И. Ленину.